# Lempaut
Lempaut (okzitanisch L’Empèut) ist eine südfranzösische Gemeinde mit 883 Einwohnern (Stand: 1. Januar 2022) im Département Tarn in der Region Okzitanien. Sie gehört zum Arrondissement Castres und ist Mitglied im Gemeindeverband Communauté de communes Aux sources du Canal du Midi. Die Einwohner werden Lempautois und Lempautoises genannt.

## Geografie

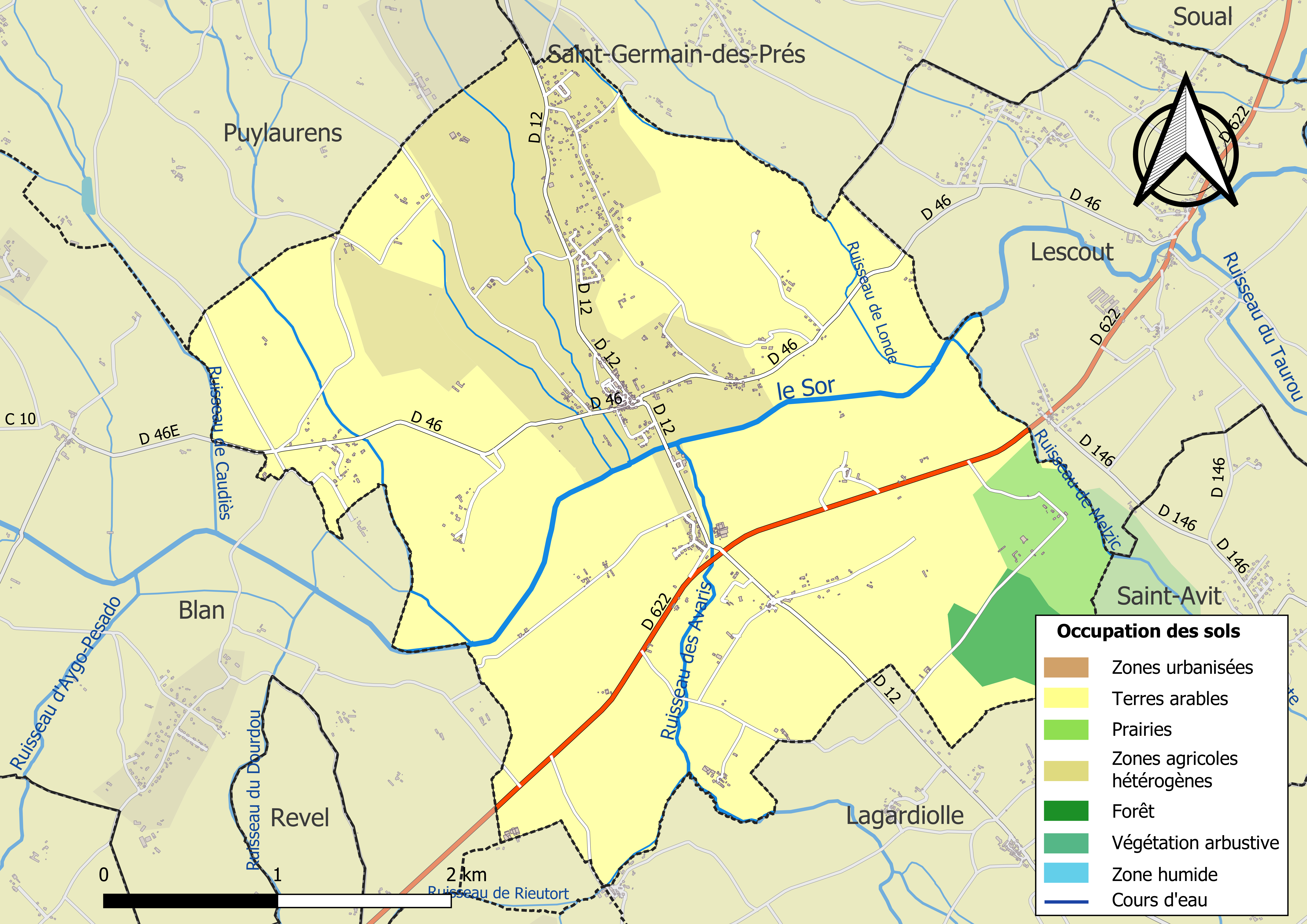
Bodennutzung, Hydrografie und Infrastruktur der Gemeinde (2018)

Lempaut befindet sich in der historischen Landschaft des Lauragais am südlichen Rand des Département, etwa 42 Kilometer nordnordwestlich von Carcassonne und etwa 51 Kilometer ostsüdöstlich von Toulouse.
Das Gebiet von Lempaut befindet sich im Einzugsgebiet der Garonne und wird vom Sor, vom Ruisseau des Aravis, vom Ruisseau de Caudiès, vom Ruisseau de Malric, vom Ruisseau de Londe vom Ruisseau de Rieutort und von verschiedenen kleineren Bächen entwässert. Der Sor durchquert das Gemeindegebiet zentral von Südwest nach Nordost. Der Ruisseau des Aravis mündet von Süden kommend in der Nähe des Zentrums der Gemeinde in den Sor.
Etwa 95 % der Fläche der Gemeinde werden landwirtschaftlich genutzt, 2,9 % entfallen auf bebautes Gebiet, 2,6 % sind bewaldet.
Umgeben wird Lempaut von den sechs Nachbargemeinden:
| Puylaurens | Saint-Germain-des-Prés                      | Lescout     |
|            | Kompassrose, die auf Nachbargemeinden zeigt | Saint-Avit  |
| Blan       |                                             | Lagardiolle |

## Bevölkerungsentwicklung
| Lempaut: Einwohnerzahlen von 1793 bis 2020                                                                                 | Lempaut: Einwohnerzahlen von 1793 bis 2020 | Lempaut: Einwohnerzahlen von 1793 bis 2020 | Lempaut: Einwohnerzahlen von 1793 bis 2020 | Lempaut: Einwohnerzahlen von 1793 bis 2020 |
| --- | ------------------------------------------ | ------------------------------------------ | ------------------------------------------ | ------------------------------------------ |
| Jahr |                                            |                                            |                                            | Einwohner                                  |
| 1793 | 1793                                       |                                            | 814                                        | 814                                        |
| 1800 | 1800                                       |                                            | 807                                        | 807                                        |
| 1806 | 1806                                       |                                            | 783                                        | 783                                        |
| 1821 | 1821                                       |                                            | 882                                        | 882                                        |
| 1831 | 1831                                       |                                            | 932                                        | 932                                        |
| 1836 | 1836                                       |                                            | 867                                        | 867                                        |
| 1841 | 1841                                       |                                            | 821                                        | 821                                        |
| 1846 | 1846                                       |                                            | 831                                        | 831                                        |
| 1851 | 1851                                       |                                            | 857                                        | 857                                        |
| 1856 | 1856                                       |                                            | 847                                        | 847                                        |
| 1861 | 1861                                       |                                            | 896                                        | 896                                        |
| 1866 | 1866                                       |                                            | 870                                        | 870                                        |
| 1872 | 1872                                       |                                            | 821                                        | 821                                        |
| 1876 | 1876                                       |                                            | 873                                        | 873                                        |
| 1881 | 1881                                       |                                            | 801                                        | 801                                        |
| 1886 | 1886                                       |                                            | 761                                        | 761                                        |
| 1891 | 1891                                       |                                            | 742                                        | 742                                        |
| 1896 | 1896                                       |                                            | 744                                        | 744                                        |
| 1901 | 1901                                       |                                            | 730                                        | 730                                        |
| 1906 | 1906                                       |                                            | 755                                        | 755                                        |
| 1911 | 1911                                       |                                            | 767                                        | 767                                        |
| 1921 | 1921                                       |                                            | 675                                        | 675                                        |
| 1926 | 1926                                       |                                            | 670                                        | 670                                        |
| 1931 | 1931                                       |                                            | 612                                        | 612                                        |
| 1936 | 1936                                       |                                            | 581                                        | 581                                        |
| 1946 | 1946                                       |                                            | 554                                        | 554                                        |
| 1954 | 1954                                       |                                            | 553                                        | 553                                        |
| 1962 | 1962                                       |                                            | 521                                        | 521                                        |
| 1968 | 1968                                       |                                            | 492                                        | 492                                        |
| 1975 | 1975                                       |                                            | 480                                        | 480                                        |
| 1982 | 1982                                       |                                            | 472                                        | 472                                        |
| 1990 | 1990                                       |                                            | 527                                        | 527                                        |
| 1999 | 1999                                       |                                            | 574                                        | 574                                        |
| 2006 | 2006                                       |                                            | 657                                        | 657                                        |
| 2013 | 2013                                       |                                            | 822                                        | 822                                        |
| 2020 | 2020                                       |                                            | 894                                        | 894                                        |
| Quelle(n): EHESS/Cassini bis 1999, INSEE ab 2006 Anmerkung(en): Ab 1962 offizielle Zahlen ohne Einwohner mit Zweitwohnsitz |                                            |                                            |                                            |                                            |

Bis zur Mitte des 19. Jahrhunderts hatte der Ort beständig zwischen 750 und 930 Einwohner; danach sank die Zahl der Einwohner kontinuierlich ab und stieg erst in den letzten Jahrzehnten wieder.

## Sehenswürdigkeiten
- Das aus weitgehend aus Ziegelsteinen erbaute Schloss Padiès wurde im 17. Jahrhundert an der Stelle eines in den Religionskriegen (1562–1698) zerstörten Vorgängerbaus errichtet. Die Eigentümerfamilie stand schon in der Zeit der Katharerbewegung auf der Seite der Abweichler – eine Tradition, der die Familie auch im 16. Jahrhundert treublieb, als sie sich auf die Seite der Protestanten stellte. Erst nach dem Widerruf des Edikts von Nantes (1598) durch das Edikt von Fontainebleau (1695) nahm sie wieder den katholischen Glauben an. Der zweigeschossige Bau wird von runden und fensterlosen Ecktürmen gerahmt, die noch stark an mittelalterliche Bautraditionen erinnern. Der Wohntrakt (corps de logis) zeigt hingegen ein aufwendig gestaltetes Portal sowie Rechteckfenster mit steinernen Fensterkreuzen. Das Schloss befindet sich in Privatbesitz und seine Fassaden sind seit 1928 als Monument historique eingeschrieben.[6]
- Auf dem Gebiet der Gemeinde stehen noch weitere Schlösser und Herrensitze (z. B. Schloss La Bousquetarié), die einen Teil des Jahres vermietet werden.
- Die einschiffige Pfarrkirche Sainte-Madeleine ist ein durchaus imposanter Bau aus dem frühen 17. Jahrhundert. Der quadratische Westturm geht oben in ein aus Ziegelstein gemauertes Oktogon über, das – auch wenn weitgehend schmucklos gestaltet – ganz in Toulouser Tradition steht. Der Bau hat seitliche Kapellenanbauten, die auch seiner Stabilisierung dienen.
- Ein imposantes Taubenhaus (pigeonnier) aus Fachwerk stammt aus dem 18. Jahrhundert.
- Die Abtei La Rode (oder La Rhode oder Rodé) ist eine ehemalige Zisterzienserabtei. Es handelte sich in erster Linie um eine Grangie von Ardorel. Doch als sie nach der Zerstörung durch die Religionskriege in Trümmer lag, wurde sie zum Zufluchtsort der Überlebenden, die dort eine Abtei wieder aufbauten. Sie blieb etwa zwei Jahrhunderte lang bestehen, bis zur Französischen Revolution, die das klösterliche Leben endgültig beendete, indem sie als Nationalgut verkauft wurde. Heute werden dort Ferienwohnungen vermietet.

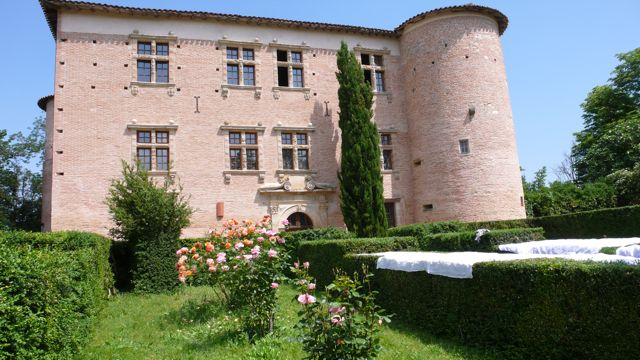
Schloss Padiès
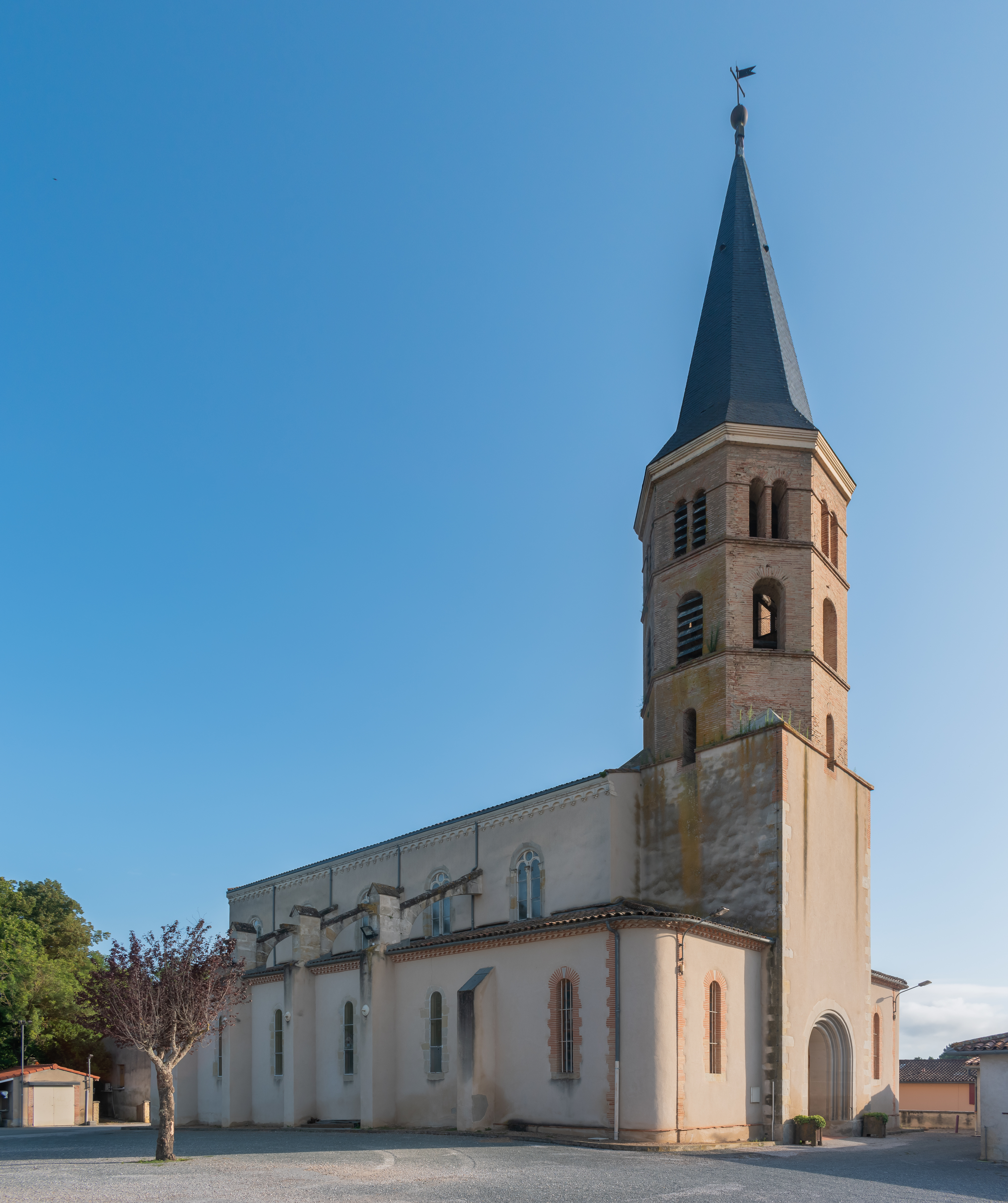
Pfarrkirche Sainte-Madeleine

## Wirtschaft
Wie in den meisten Orten des Lauragais spielte der Anbau von Färberwaid (pastel) im Mittelalter und in der frühen Neuzeit eine große Rolle. Heute lebt der Ort hauptsächlich von der Landwirtschaft und von der Vermietung leerstehender Ferienwohnungen.

## Verkehr
Die Departementsstraße 622, die ehemalige Route nationale 622, von Capens nach Hérépian über Revel und Castres durchquert die Gemeinde von Südwest nach Nordost. Die nachrangigen Departementsstraßen 12 und 46 stellen Verbindungen der Weiler innerhalb der Gemeinde und zu Nachbargemeinden her.
Eine Buslinie der regionalen Transportgesellschaft liO verbindet Lempaut mit Revel und Castres.